# 苛酷
| ウィキペディアには「苛酷」という見出しの百科事典記事はありません（タイトルに「苛酷」を含むページの一覧/「苛酷」で始まるページの一覧）。 代わりにウィクショナリーのページ「苛酷」が役に立つかもしれません。 |